# Abrigo de Tortosilla
El abrigo de Tortosilla es una cavidad natural que se encuentra en el término municipal de Ayora y que alberga un conjunto de representaciones rupestres.

## Ubicación

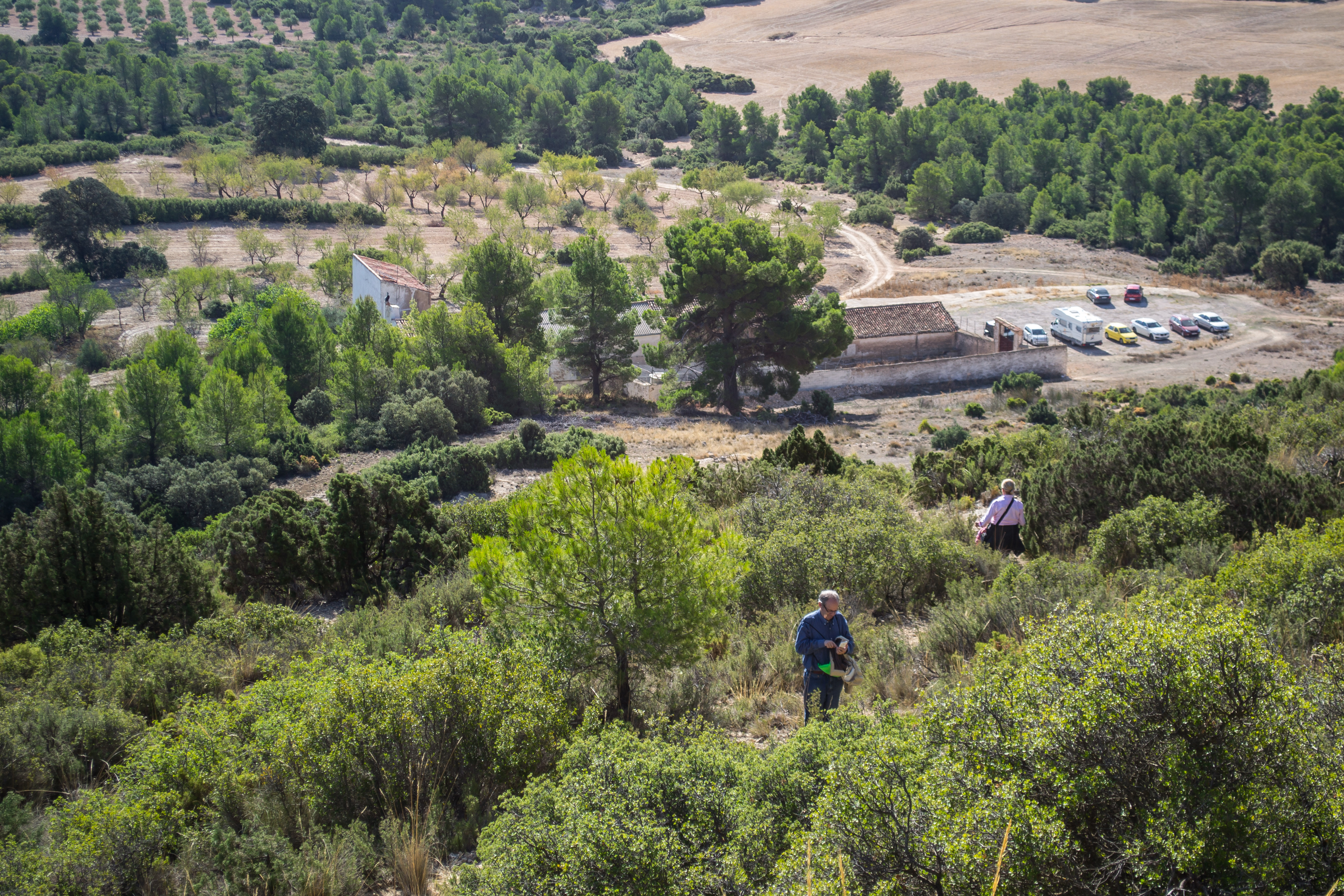
Ascenso hacia el abrigo

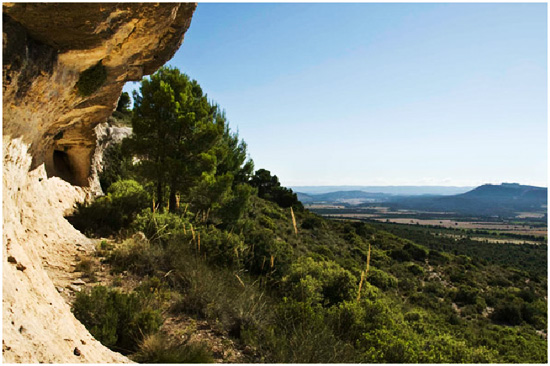
Abrigo de Tortosilla

Se desconocen los motivos para la elección del lugar, pero el dominio del paisaje debió ser un factor muy importante. El abrigo se ubica en el extremo sur del término municipal de Ayora, al inicio del valle que recorre la comarca de norte a sur. Más concretamente, se localiza la falda de la Muela de Tortosillas, junto al cerro del Bosque. Desde él se controla el acceso al amplio valle sobre el que destacan la Sierra del Mugrón, con el puntal de Meca, el Montemayor y delimitando el espacio hacia el este, la sierra de Enguera.
Se sitúa en una zona de alto interés arqueológico con otros ejemplos de arte rupestre como el Abrigo del Sordo o la Cueva de la Vieja y yacimientos de gran importancia como le castellar de Meca y Arco de San Pascual.

## Historia

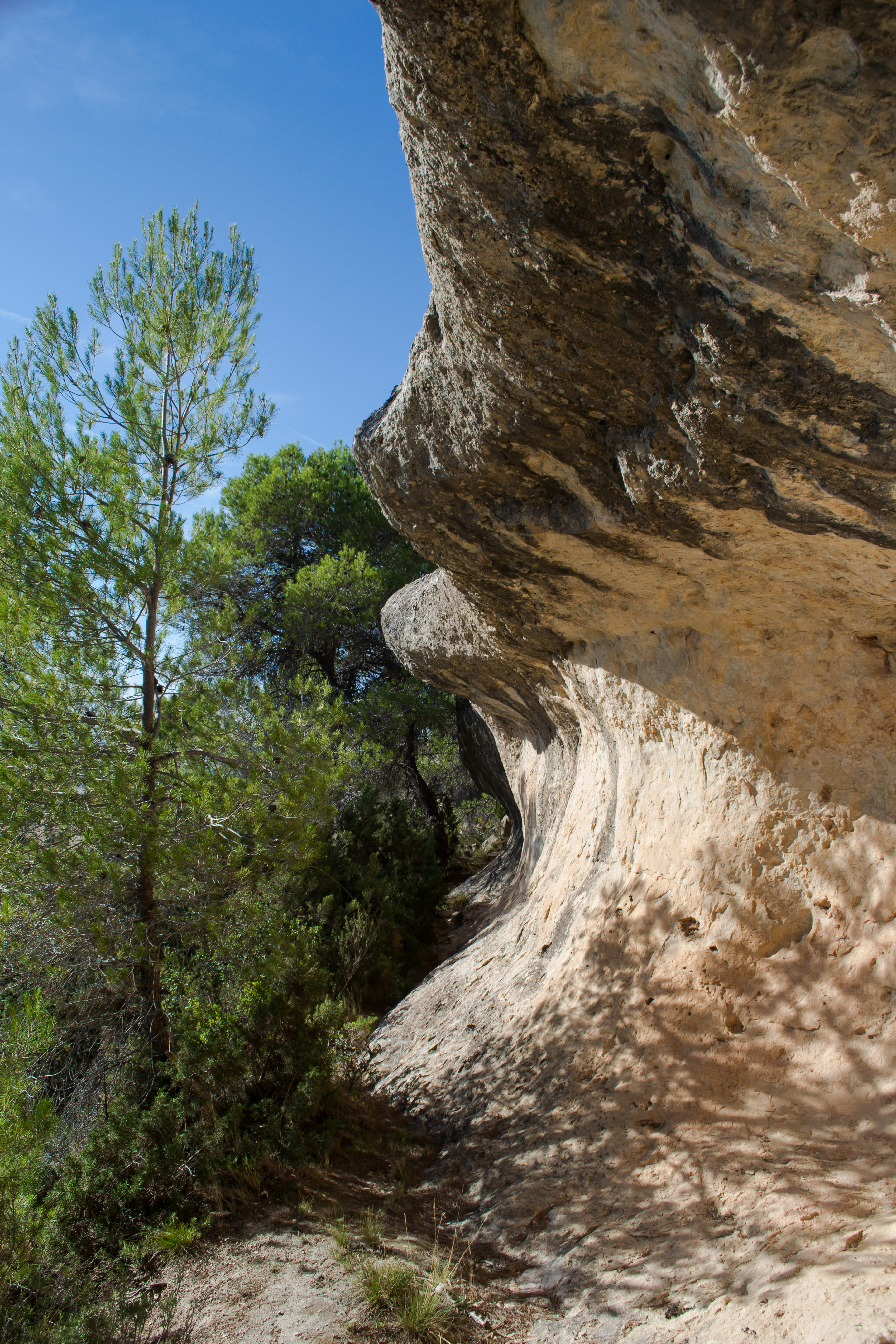
Vista parcial del abrigo

En el verano de 1911 los hermanos Daniel y Pascual Serrano descubrieron el primer conjunto prehistórico de la Comunidad Valenciana: el Abrigo de Tortosilla, en Ayora. El hallazgo se enmarca en los sucesivos descubrimientos que desencadena en España y Francia el de la cueva de Altamira (1879) y sobre todo la aceptación de su autenticidad en 1902.
La noticia de su hallazgo atrajo a los grandes estudiosos del momento, el abate Henri Breuil, que era conocido como el padre de la prehistoria y uno de los pioneros en el estudio del arte Paleolítico, Hugo Obermaier y Juan Cabré, descubridor del primer friso con arte levantino en 1903. Su documentación conjunta del hallazgo, elabora en marzo de 1902, se dio a conocer a la comunidad científica internacional por Breuil, Serrano y Cabré a través de la prestigiosa revista francesa l'Antropologie. Poco después el propio Cabré incluye el conjunto en la primera gran obra de síntesis del arte rupestre español El arte rupestre en España (1915).
Con la declaración como Bien de Interés Cultural de las cuevas, abrigos y lugares con arte rupestre por la ley de Patrimonio Histórico Español de 1985 el conjunto de Tortosilla alcanzó la máxima categoría de protección a escala nacional. Pero su más reciente incorporación a la lista de Patrimonio Mundial por la UNESCO en 1998 lo eleva a la máxima consideración en materia de Patrimonio histórico a nivel mundial.
La visita a este conjunto se enmarca dentro de la amplia oferta patrimonial y cultural que Ayora ofrece a sus visitantes que podrán descubrir el arte Levantino y acercarse a las formas de vida de sus autores, explorando porqué y cómo fueron realizadas, o que motivó la elección del lugar, adentrarse en el paisaje habitado por aquellas poblaciones prehistóricas, hace 7000 y 8000 años.

## El conjunto pictórico
La cavidad principal es de reducidas dimensiones (apenas unos 3 m de anchura por 2 de profundidad) y de forma semiesférica, conserva un friso corrido en el que se pueden identificar los restos de 20 motivos pintados de tipo levantino y Esquemático.
Entre ellos destaca un arquero naturalista de gran tamaño con numerosos detalles como la indumentaria o los rasgos faciales. Junto a él observamos los restos de seis cérvidos naturalistas distribuidos a lo largo de todo el friso y otros detalles esquemáticos o indeterminados. Son muy interesantes tres superposiciones que demuestran que en el abrigo se pinta durante varias épocas y con estilos diferentes (levantino y esquemático).

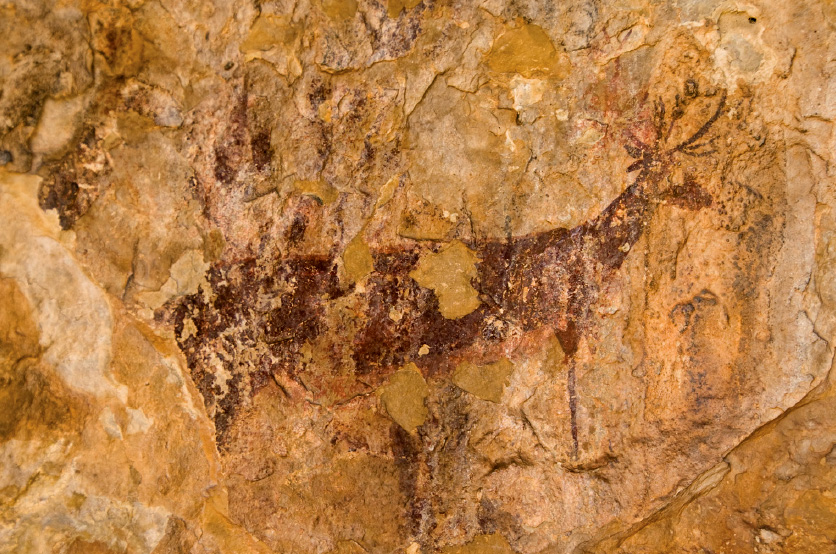
Figura animal
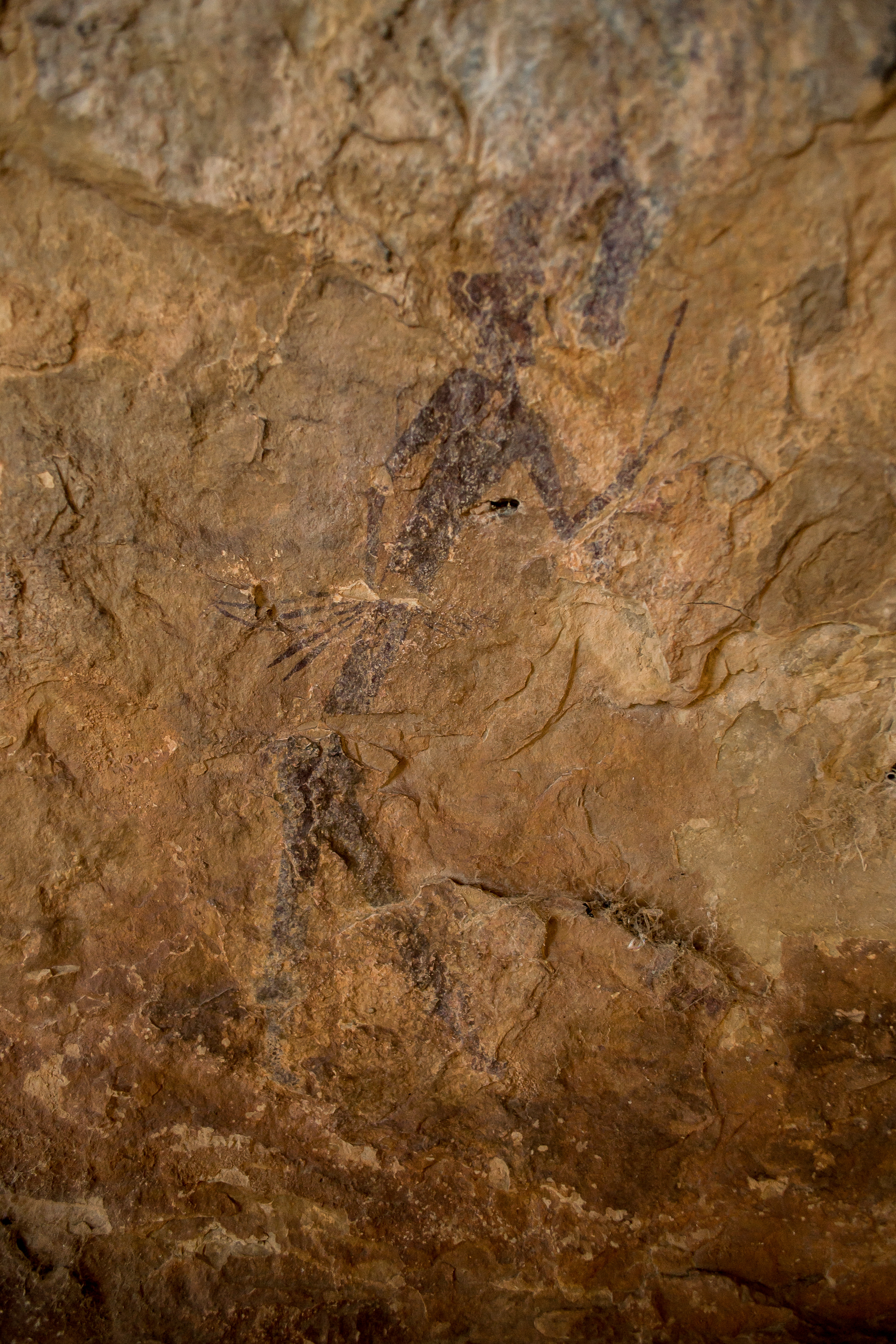
Figura humana
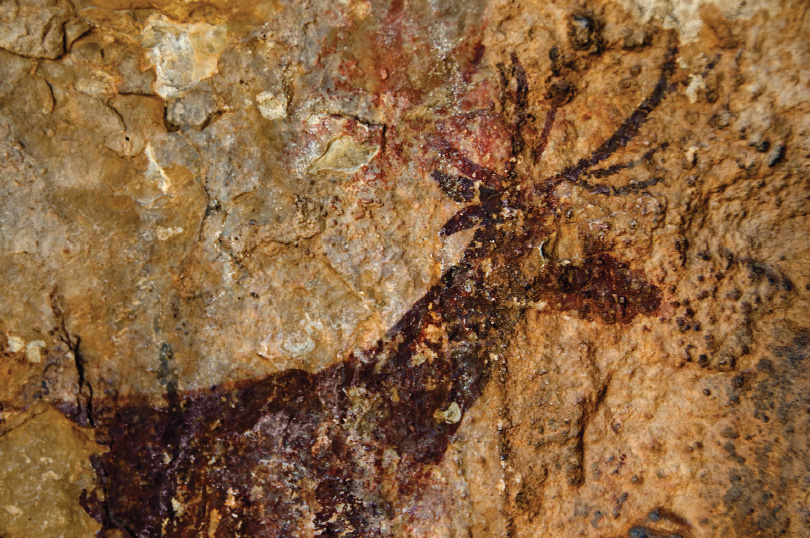
Figura animal
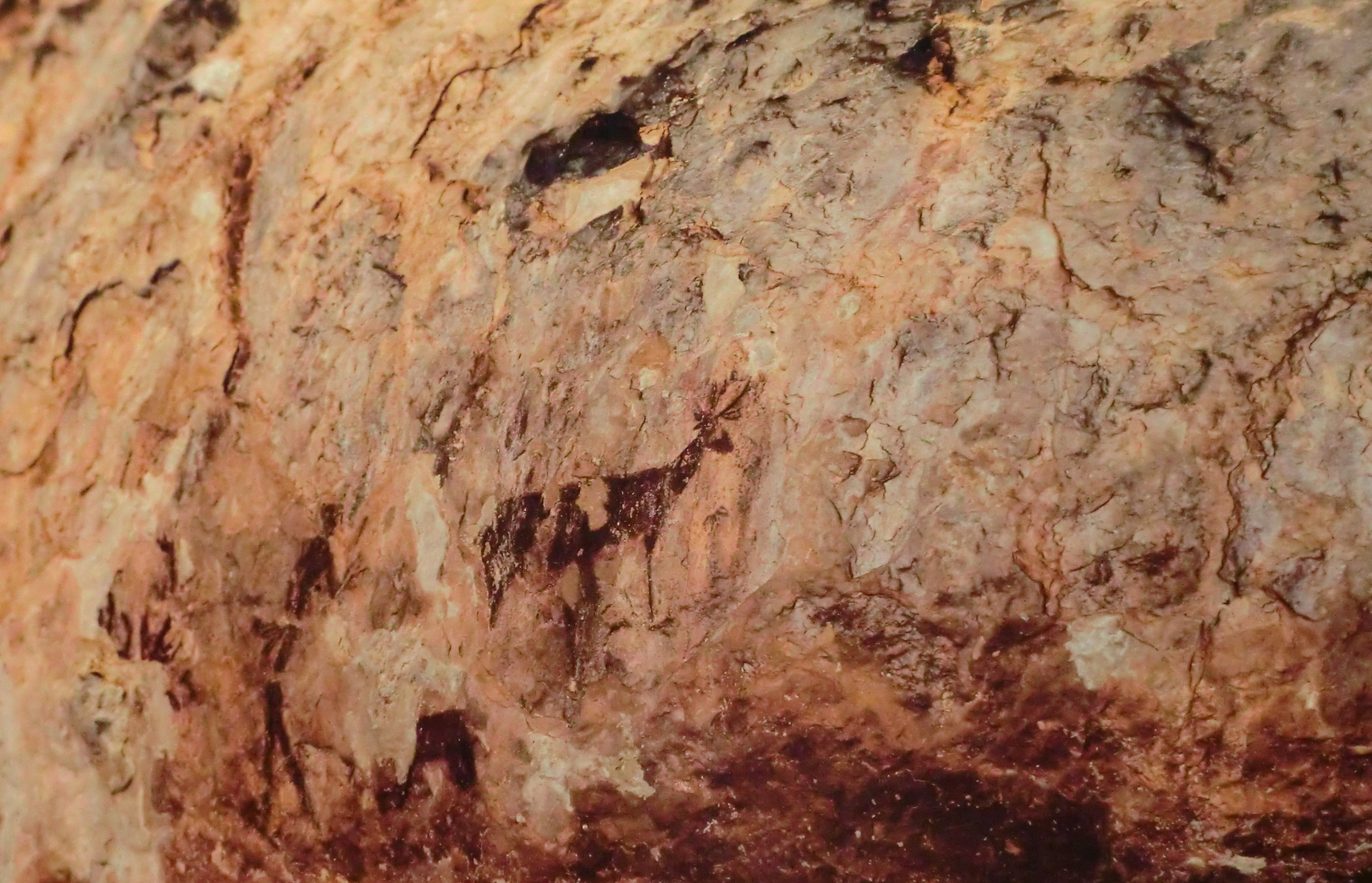
Pinturas